# Ministère Lammasch
Gouvernement des pays autrichiens (Cisleithanie)
Ministère Hussarek Gouvernement Renner I
(république d'Autriche allemande)
Le ministère Lammasch (en allemand : Ministerium Lammasch) est le dernier gouvernement des pays autrichiens (« Cisleithanie ») sous la monarchie austro-hongroise, au terme de la Première Guerre mondiale. 
Il est composé par le juriste indépendant Heinrich Lammasch lorsqu'il est désigné ministre-président d'Autriche par l'empereur Charles Ier le 27 octobre 1918. Face à l'effondrement de la monarchie austro-hongroise, ce ministère reste en fonction à la demande de l'empereur jusqu'à son renoncement à toute participation aux affaires de l’État autrichien le 11 novembre 1918. 

## Gouvernement
Lors de la crise de la double-monarchie et la défaite militaire qui se dessine, Charles Ier pendant son court règne a nommé successivement un total de quatre ministres-présidents autrichiens, sans que la situation se soit significativement améliorée. 
Lammasch a été nommé premier ministre à l'initiative de plusieurs représentants politiques du Parti chrétien-social (CS), le prêtre Ignaz Seipel en tête. Seipel, pragmatique, ne croit guère en la possibilité de survie de l'Empire austro-hongrois ; la nouvelle administration, appelée « ministère de liquidation » dans le journal Neue Freie Presse, doit principalement dissoudre l'État multinational en qualité de médiateur impartial. Le représentant des sociaux-démocrates a fait remarquer que la désignation de  Heinrich Lammasch visait à faire bonne impression auprès des puissances rivales. 

## Composition du ministère
Les nominations effectuées par Lammasch ont été présentées le 28 octobre 1918 dans la gazette officielle Wiener Zeitung ; parmi les ministres figuraient notamment Ignaz Seipel, l'économiste Friedrich von Wieser (qui avait déjà appartenu aux gouvernements précédents) et le politique national-allemand Josef Redlich.
- Heinrich Lammasch - Ministre-président
- Ernst Graf von Silva-Tarouca - Ministre de l'agriculture
- Friedrich von Wieser - Ministre du Commerce
- Richard Edler von Hampe - Ministre des Cultes et de l’Éducation
- Josef Redlich - Ministre des Finances
- Edmund Ritter von Gayer - Ministre de l'Intérieur
- Paul von Vittorelli - Ministre de la justice
- Emil Freiherr Homann von Herimberg - Ministre des Travaux publics[4]
- Karl Freiherr von Banhans - Ministre des chemins de fer
- Ignaz Seipel  - Ministre des Affaires sociales[5]
- Jan Horbaczewski - Ministre de la Santé
- Friedrich Freiherr Lehne von Lehenstein - Ministre de la Défense nationale
- Kazimierz Galecki - Ministre sans portefeuille

Ministres impériaux et royaux des affaires communes :
- Gyula Andrássy - Ministre des Affaires étrangères
- Rudolf Stöger-Steiner von Steinstätten - Ministre de la Guerre
- Alexander Spitzmüller (jusqu'au 4 novembre 1918), puis Paul Kuh-Chrobak - Ministre des Finances

## Sortie du pouvoir
Dès le lendemain de la nomination de nouveaux ministres, l'indépendance de la Tchécoslovaquie est proclamée à Prague et jusqu'à la fin du mois octobre, les pays non allemands de la Cisleithanie se sont déclarés indépendants de l'administration centrale à Vienne. Il est apparu qu la désagrégation de la monarchie ne pouvait plus être stoppée, que ce soit par le Conseil d'Empire (Reichsrat) ou le gouvernement autrichien. Face à cette situation, le premier gouvernement de la république d'Autriche allemande conduit par le chancelier d'État Karl Renner a tenu sa première réunion le 30 octobre 1918. Dès le 21 octobre, une assemblée nationale provisoire a tenu séance. 
À la fin du mois, le royaume de Hongrie déclara la fin de l'union réelle avec l'Autriche ; en accomplissant ce pas, toutes les institutions impériales et royales (k. u. k.) ont cessé d'exister juridiquement. Des emblèmes impériaux ont été supprimés et le 1er novembre, Johann Schober, commissaire de police à Vienne, prêta serment au gouvernement de l'Autriche allemande. La déclaration du gouvernement Lammasch devant le Reichsrat a été reportée au 12 novembre. Le 3 novembre 1918, l'armistice de Villa Giusti est signé par les représentants des forces austro-hongroises ; ni le ministère Lamasch, ni le gouvernement de Karl Renner n'ont pas été associés.

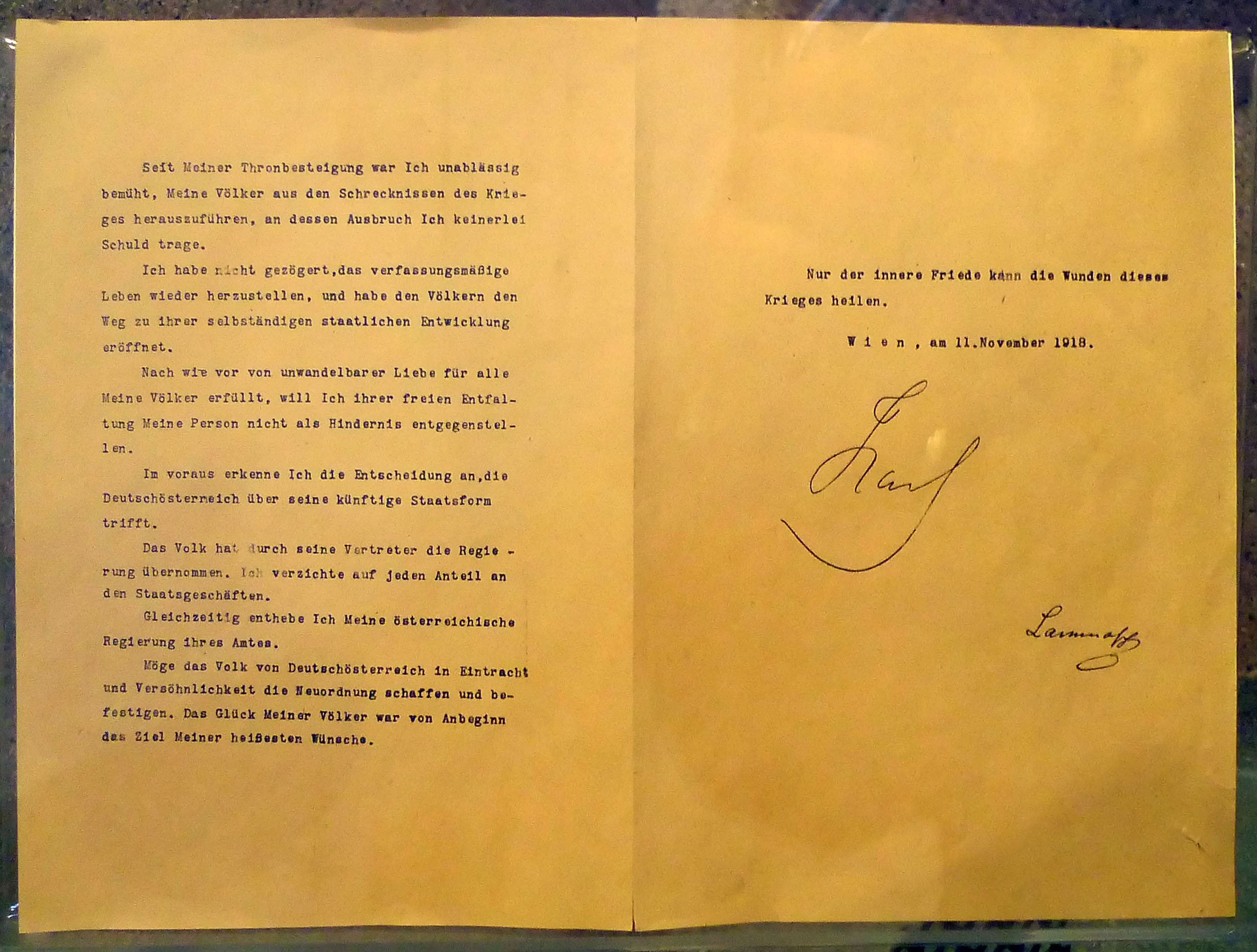
La déclaration de renonciation délivrée par Charles Ier, contresignée par Heinrich Lammasch.

Après l'annonce de l'abdication de l'empereur allemand le 9 novembre 1918, le ministère Lammasch a attiré l'attention sur la démission de Charles Ier. Dans l'après-midi du 11 novembre, le souverain a signé la déclaration de renonciation au château de Schönbrunn. En même temps, il limoge le ministre-président et son cabinet. Les deux démarches étaient publiées le jour même dans la Wiener Zeitung. Le 12 novembre, l'assemblée nationale de l'Autriche allemande a annoncé la dissolution de tous les ministères impériaux.